# ميركو بورن
ميركو بورن (بالألمانية: Mirco Born)‏ (28 يونيو 1994 بهارن في ألمانيا - ) هو لاعب كرة قدم ألماني في مركز الهجوم. شارك مع منتخب ألمانيا تحت 16 سنة لكرة القدم ومنتخب ألمانيا تحت 17 سنة لكرة القدم ومنتخب ألمانيا لكرة القدم تحت 18 سنة. أما مع النوادي، فقد لعب مع تفينتي أنشخيدة ونادي هرتا برلين وJong FC Twente ‏ ونادي فيكتوريا كولن ونادي مبن ‏ وHertha BSC II ‏.

## وصلات خارجية
- ميركو بورن على موقع الاتحاد الأوربي (الإنجليزية)
- ميركو بورن على موقع قاعدة بيانات كرة القدم.إي يو (الإنجليزية)
- ميركو بورن على موقع Soccerway.com (الإنجليزية)
- ميركو بورن على موقع عالم كرة القدم.نت (الإنجليزية)
- ميركو بورن على موقع AS.com (الإسبانية)